# Paul Jouve

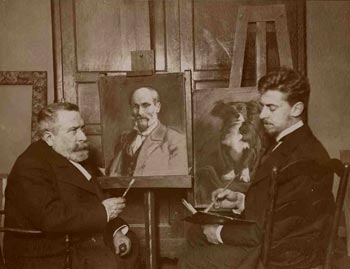
Auguste und Paul Jouve

Paul Jouve (* 16. März 1878 in Bourron-Marlotte; † 13. Mai 1973 in Paris) war ein französischer Maler, Zeichner, Bildhauer und Illustrator.

## Leben

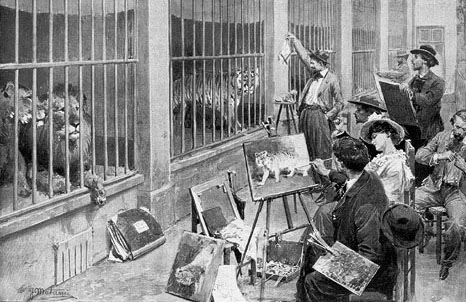
Tiermaler im Jardin des Plantes

Paul Jouve war ein Sohn des Malers Auguste Jouve. Als er zwei Jahre alt war, zog die Familie nach Paris, wo sie am Boulevard Saint Jacques lebte. Paul Jouve begann früh zu zeichnen und bevorzugte dabei Tiermotive. Sein Vater unterstützte diese Neigung und ließ ihn in Museen und im Jardin des Plantes arbeiten. Ein Jahr verbrachte Paul Jouve an einer Kunstgewerbeschule, dann wechselte er in die École des Beaux-Arts in der Rue Bonaparte, malte jedoch nach wie vor am liebsten nach der Natur. Seine Modelle fand er weiterhin im Jardin des Plantes, daneben aber auch auf dem Pferdemarkt und im Schlachthof sowie im Naturkundemuseum und der Tierärztlichen Hochschule. Bei Henry Patrice Dillon lernte er lithographieren. Reisen nach Deutschland und Holland vermittelten ihm Kenntnisse der flämischen Radierer.
Im Alter von 16 Jahren stellte Paul Jouve erstmals Werke im Salon aus und erregte mit einer Löwendarstellung Aufsehen. Ab dieser Zeit begann er seine Lithographien zu verkaufen und stellte alljährlich wieder im Salon aus.
1898 leistete er seinen Militärdienst ab. Im 130sten Infanterieregiment lernte er Georges Leroux kennen, mit dem ihn dann eine langjährige Freundschaft verband.
Für die Weltausstellung im Jahr 1900 erhielt er vom Architekten René Binet den Auftrag, einen 100 Meter langen Tierfries zu gestalten. Ausgeführt wurde das Werk in Sandstein von Alexandre Bigot. Auch vier Löwen und einen Hahn zur Dekoration von Eingangstoren der Ausstellung ließ Binet von Jouve entwerfen. Bis 1914 verkaufte Bigot Nachbildungen des Frieses.
Im Jahr 1901 veröffentlichte Jouve tiergestaltige Karikaturen in l'Assiette au Beurre; er illustrierte die gesamte Ausgabe vom 23. November. Der Sammler und Kunsthändler Samuel Bing wurde auf Jouve aufmerksam. Samuel Bing und dessen Sohn Marcel, der die Galerie L'Art Nouveau gegründet hatte, veranstalteten 1902 eine Ausstellung mit Werken Jouves, die sehr erfolgreich verlief und Jouve finanziell in den Stand setzte, regelmäßig Zoos in Europa zu besuchen. So lebte er 1904 eine Zeitlang in Hamburg, später in Antwerpen, wo er Rembrandt Bugatti traf, mit dem er Freundschaft schloss.
1905 stellte er in Marcel Bings neuer Galerie an der rue Saint Georges aus. Im selben Jahr erhielt er den Auftrag, das Dschungelbuch zu illustrieren; die Ausgabe erschien allerdings erst nach dem Ersten Weltkrieg. 1907 bezog er die Villa Abd-el-Tif in Algier, nachdem er einen Wettbewerb gewonnen hatte. Durch seinen späteren Schwiegervater Maxime Noiré lernte er Teile Afrikas kennen. Auch die Bekanntschaft mit Étienne Dinet stammte aus dieser Lebensphase.
1911 bezog er in Paris das einstige Atelier des Malers Gérome an der rue Notre Dame des Champs, das er bis zu seinem Tod beibehielt.
1914 wurde er zum Kriegsdienst eingezogen und an der Front in Nordfrankreich eingesetzt, zeichnete aber in jedem freien Moment weiter. Nachdem dies bemerkt worden war, wurde er zu seinem Regimentsgeneral Quinquandon gerufen und bei diesem eingesetzt. Am 22. April 1915 überlebte Jouve den ersten Gasangriff. Im Oktober desselben Jahres kam er zu seinem Regiment, das inzwischen in Griechenland stationiert war, und wurde dank Quinquandon für fotografische Arbeiten statt im Kampf eingesetzt. Im französischen Hauptquartier machte er die Bekanntschaft mit dem Prinzen Alexander von Serbien, dem späteren König, und zahlreichen weiteren einflussreichen Persönlichkeiten. Zwei Monate verbrachte er in Athos und besuchte die byzantinischen Klöster; anschließend veranstaltete er in Athen eine Ausstellung.
Aus dem Krieg zurückgekehrt, erhielt Jouve, dessen Dschungelbuchillustrationen sehr positiv aufgenommen wurden, zahlreiche Aufträge, unter anderem von der Königin von Rumänien. 1920 wurde er Ritter der Ehrenlegion.
1921 ließ Jouve sich von seiner Frau Annette scheiden, die mit dem gemeinsamen Sohn Romain nach Algerien zurückzog. Paul Jouve heiratete noch im selben Frühjahr Marguerite Jeanne Macqueron. Im Dezember 1921 fand die erste Ausstellung der Gruppe der Vier statt.
Jouve gewann ein Reisestipendium der Regierung von Indochina und reiste 1922 von Marseille aus nach Indochina, China, Ceylon und Indien. Fast drei Monate verbrachte er in Angkor. Früchte dieser Reise waren unter anderem die Illustrationen für Lottis Un Pelerin d'Angkor.
Seine zweite Frau hatte Jouve auf dieser mehrmonatigen Reise begleitet und gebar nach der Rückkehr aus Asien Jouves zweiten Sohn Hubert, doch schon im darauffolgenden Jahr ließ das Paar sich scheiden. Jouve stellte weiterhin sehr erfolgreich aus. In Le Tholonet baute er ein Art-Déco-Haus, das er mit einem Basrelief, das einen sitzenden schwarzen Panther darstellte, ausstattete. Dieses Haus benutzte er bis in die 1950er Jahre.
1926 wurde er Offizier der Ehrenlegion. Er illustrierte die Fabeln von La Fontaine und zahlreiche weitere Bücher. Anfang 1931 brach er zu einer mehrmonatigen Afrikareise auf, um das Land der Tuareg kennenzulernen. Unter anderem entstanden dabei Illustrationen für René Marans Book of the Bush. Von der Reise zurückgekehrt, stellte er auf der Internationalen Kolonialausstellung in Paris Bilder von wilden Tieren und andere Objekte aus. Er erhielt eine Goldmedaille und sein Elefant mit Mahout wurde reproduziert. 1934 besuchte er Ägypten. Sein Gastgeber war Mohamed Helmi Pacha, und sein späterer Biograph Charles Terrasse kümmerte sich um ihn. Er arbeitete im Zoo von Kairo, wo besondere Gazellen und Antilopen sowie Mähnentiger und andere Exoten zu sehen waren, besuchte aber auch Luxor, Karnak und das Tal der Könige und stellte seine Werke schließlich in Kairo aus.

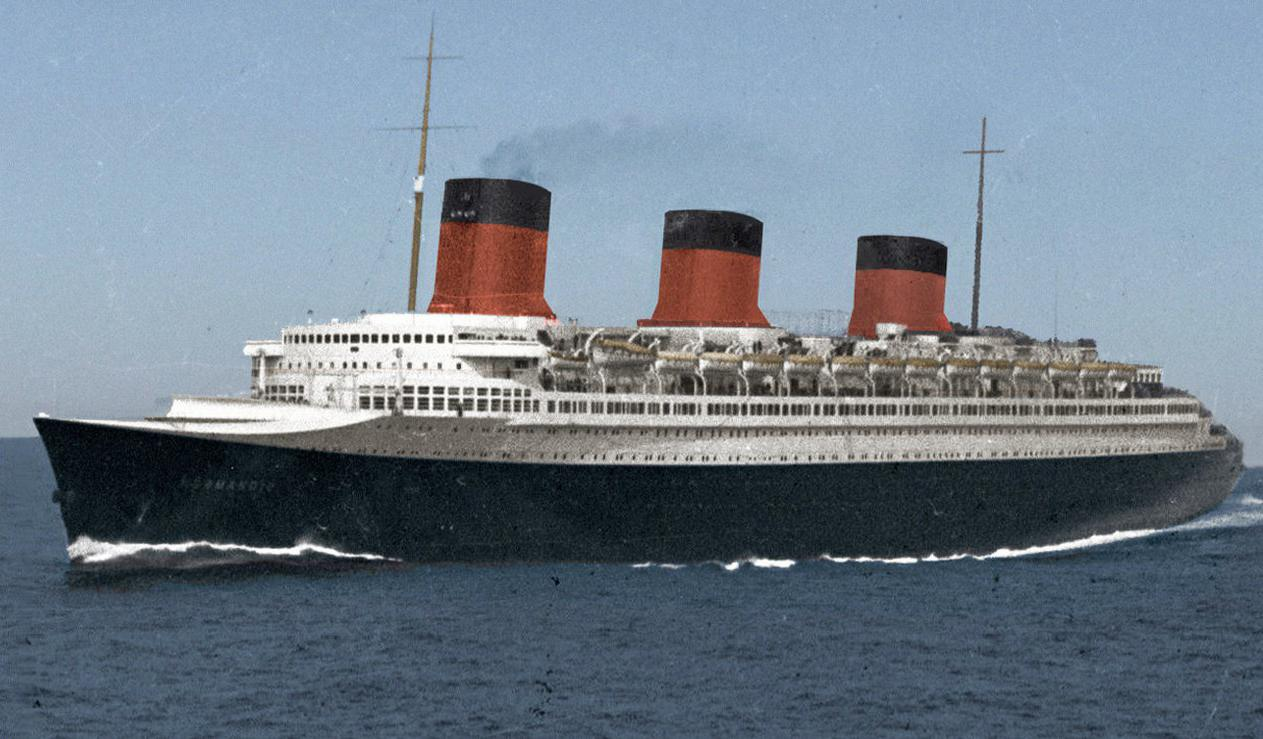
Die Normandie. Das Schiff brannte im Zweiten Weltkrieg aus.

Für den 1935 in Dienst gestellten Ozeandampfer Normandie schuf Jouve zwei Gemälde, die den Salon Erster Klasse schmücken sollten. Sie stellten Tiger und Elefanten dar. Ein Jahr später erhielt er den Auftrag, für die Kammer der Abgeordneten in Luxemburg Kunstwerke zu schaffen, die zunächst 1937 in Paris ausgestellt wurden. Zugleich wurde ein Werk für den Minister für Handel und Industrie gezeigt: Ein Stierkopf, der nach wie vor auf den Brunnen am Trocadéro zu sehen ist. Dieses Bronzewerk brachte ihm eine neue Goldmedaille ein.
Am 7. Februar 1945 wurde Jouve Mitglied der Académie des Beaux Arts. Nach wie vor stellte er regelmäßig seine Werke aus und schuf zahlreiche Illustrationen, so etwa für ein Werk Balzacs, das 1948 aufgelegt wurde, und Maurice Genevoix’ Adaption von Werken des Duc de Brissac. Ebenso unternahm er weiterhin ausgedehnte Reisen. Er stellte in Marokko aus, besuchte die Vereinigten Staaten und verbrachte den Sommer 1956 auf den Bermuda-Inseln. Die Fischbilder, die sich heute im Musée des Beaux Arts in Reims befinden, basieren auf den Studien, die er auf dieser Reise gemacht hatte. Jouve blieb bis zu seinem Tod aktiv und starb im Alter von 95 Jahren in seinem Atelier.

## Werke in Museen
Im National Museum of Wildlife Art befinden sich eine Löwenfigur Jouves und das Ölgemälde eines Panthers.